# کوه دراگون
کوه دراگون (به انگلیسی: Dragon Peak) یک کوه در کانادا است که در آلبرتا واقع شده‌است. کوه دراگون ۲٬۸۸۰ متر بالاتر از سطح دریا واقع شده‌است.